# Кафява ружова хесперида
Кафявата ружова хесперида (Carcharodus alceae) е пеперуда от семейство Hesperiidae.

## Описание
Carcharodus alceae има размах на крилете 28 – 32 mm. Основният цвят на предните крила и при двата пола е розово-кафяв до ръждивокафяв, с приблизително квадратни кафяви петна, къси бели напречни ивици, минаващи от ръба и ясни петна по дисковата област. Задните крила са кафеникави или сиво-кафяви, с някои изпъкнали по-ярки петна от долната страна. Мъжките са без косъм от долната страна на предните крила. Антените имат вишневокафяви връхчета.
Яйцата са жълтеникави и полусферични, а повърхността им е покрита с удължени издатъци, които им придават „бодлив“ вид. В хода на развитието си яйцата стават червени. Гъсениците могат да достигнат дължина от около 23 mm. Те са тъмносиви, покрити с малки бели точки и къси бели косми. Главата е черна с жълти петна, разделени с черни ивици.
Прилича много на видовете Carcharodus lavatherae и Carcharodus tripolinus. Отличителни черти на Carcharodus alceae са назъбеният заден ръб на крилото и петънцата на предните крила с черно-кафяв основен цвят. Мъжкият от Carcharodus alceae няма кичури косми от долната страна на предните крила и следователно може безопасно да бъде разграничен от Carcharodus flocciferus.

## Разпространение
Видът е широко разпространен и често срещан от Западна Европа до Централна Азия, например в по-голямата част от Южна и Централна Европа, в Северна Африка (Мароко на изток до Тунис и Либия), в Близкия изток, в Мала Азия, Кавказ, в Северна Индия, в Средна и Централна Азия, в западните Хималаи и в южната част на Западен Сибир. В Европа видът се среща главно в района на Средиземно море.

## Среда на живот
Тези доста често срещани пеперуди предпочитат сухи топли и каменисти райони, пустош, топли рудерали и градини на височина до 1 100 м над морското равнище.

## Таксономия
Подвидовете включват: 
- Carcharodus alceae alceae (Европа, Северна Африка)
- Carcharodus alceae swinhoei Watson, 1893 (Афганистан, северозападна Индия)
- Carcharodus alceae wissmanni Warnecke, 1934 (Йемен)

Синоними: Papilio malvarum Hoffmannsegg, 1804 

## Етимология
Научното латинско име на вида alceae се отнася до растенията гостоприемници Althaea, които от своя страна са кръстени на древногръцкия поет Алкей от Митилена.

## Галерия
- Яйце
- Ларва
- Пашкул
- Какавида
- Имаго